# Shanina Shaik
Ne doit pas être confondu avec Irina Shayk.
Shanina Shaik, née le 11 février 1991 à Melbourne, en (Australie), est une mannequin australienne.

## Biographie

### Enfance
Née d'une mère australienne et d'un père singapourien. Ses grands-parents maternels étaient des immigrés lituaniens qui sont venus en Australie après la seconde guerre mondiale. Ses grands-parents parternels sont d'origine pakistanaises et saoudiennes, elle a un frère et deux demi-frères.
À l'âge de 8 ans, elle pose pour les catalogues de Target et K-Mart, mais arrête cette activité lorsqu'elle entre au lycée.
En 2008, elle est finaliste au concours Make Me a Super Model, ce qui lui offre un contrat avec l'agence de mannequins New York Models et marque le vrai début de sa carrière.

### Carrière
En 2009, elle défile pour Abaete, Mara Hoffman, Richie Rich (en), Trovata (en), Shipley & Halmos (en), Catherine Malandrino et Betsey Johnson.
En 2011, elle quitte son agence pour rejoindre NEXT Model Management. Son nouvel agent lui présente alors Jason Wu qui la considère désormais comme sa muse. Elle défile et joue pour lui le mannequin de cabine lorsque vient la semaine des défilés. Elle pose également pour certaines de ses publicités. Cette année-là, elle marche sur le podium de Chanel. Depuis 2011, elle défile lors du Victoria's Secret Fashion Show. Elle pose aussi pour le site web de la marque et certaines publicités.
En 2012, elle pose pour les marques INC et Miss Sixty (en). Elle arpente les podiums de Oscar de la Renta, Blumarine (en), Tom Ford, Stella McCartney, Maiyet, Lela Rose (en), Norisol Ferrari, Ermanno Scervino et Just Cavalli. Elle pose en couverture du magazine australien Sunday Life, et dans des éditoriaux de Vogue Australia, 10 Magazine (en), W, et GQ Italia.
En 2013, elle fait la publicité de Sephora et Ann Taylor (en). Elle défile pour Lela Rose, Tracy Reese (en) et Nanette Lepore (en). Elle fait la couverture de Lurve et pose pour Vogue Australia, Vogue Italia, GQ Australia, Smug, Russh (en), The Ones 2 Watch, Interview et Dujour.

### Vie privée
En 2013, elle se met en couple avec le mannequin et acteur Tyson Beckford, qu'elle a rencontré durant le concours Make Me a Super Model. Elle est maintenant avec Greg Andrews, plus connu sous le nom de DJ Ruckus. Ils se sont fiancés  en janvier 2016  puis mariés aux Bahamas. Depuis, ils ont divorcé en Mars 2018.

## Filmographie
- 2019 : Greed de Michael Winterbottom : Naomi